# فهرست فرودگاه‌های مالدیو

این مقاله شامل فهرست فرودگاه‌های مالدیو است.

## فرودگاه‌ها
| جزیره                | Atoll                | ایکائو               | یاتا                 | نام فرودگاه                    | مختصات                                                        |
| فرودگاه‌های بین‌المللی | فرودگاه‌های بین‌المللی | فرودگاه‌های بین‌المللی | فرودگاه‌های بین‌المللی | فرودگاه‌های بین‌المللی           | فرودگاه‌های بین‌المللی                                          |
| -------------------- | -------------------- | -------------------- | -------------------- | ------------------------------ | ------------------------------------------------------------- |
| Gan                  | Addu (Seenu)         | VRMG                 | GAN                  | فرودگاه بین‌المللی گن           | ۰۰°۴۱′۳۶″ جنوبی ۰۷۳°۰۹′۲۰″ شرقی / ۰٫۶۹۳۳۳°جنوبی ۷۳٫۱۵۵۵۶°شرقی |
| Hulhulé              | North Malé (Kaafu)   | VRMM                 | MLE                  | فرودگاه بین‌المللی ابراهیم نصیر | ۰۴°۱۱′۳۰″ شمالی ۰۷۳°۳۱′۴۵″ شرقی / ۴٫۱۹۱۶۷°شمالی ۷۳٫۵۲۹۱۷°شرقی |
| Domestic airports    |                      |                      |                      |                                |                                                               |
| Hanimaadhoo          | Haa Dhaalu           | VRMH                 | HAQ                  | فرودگاه هانیمادهو              | ۰۶°۴۴′۳۹″ شمالی ۰۷۳°۱۰′۱۳″ شرقی / ۶٫۷۴۴۱۷°شمالی ۷۳٫۱۷۰۲۸°شرقی |
| Maamigili            | Alifu Dhaalu         | VRMV                 | VAM                  | فرودگاه مامیگیلی               | ۰۳°۲۸′۱۵″ شمالی ۰۷۲°۵۰′۱۰″ شرقی / ۳٫۴۷۰۸۳°شمالی ۷۲٫۸۳۶۱۱°شرقی |
| Kadhdhoo             | Laamu                | VRMK                 | KDO                  | فرودگاه کادهو                  | ۰۱°۵۱′۳۳″ شمالی ۰۷۳°۳۱′۱۹″ شرقی / ۱٫۸۵۹۱۷°شمالی ۷۳٫۵۲۱۹۴°شرقی |
| Kooddoo              | Gaafu Alifu          | VRMO                 | GKK                  | Kooddoo Airport                | ۰۰°۴۴′۰۳″ شمالی ۰۷۳°۲۵′۵۸″ شرقی / ۰٫۷۳۴۱۷°شمالی ۷۳٫۴۳۲۷۸°شرقی |
| Dharavandhoo         | Baa                  | VRMD                 | DRV                  | Dharavandhoo Airport           | ۰۵°۰۹′۲۱″ شمالی ۰۷۳°۰۷′۵۸″ شرقی / ۵٫۱۵۵۸۳°شمالی ۷۳٫۱۳۲۷۸°شرقی |
| فرودگاه داخلی کاددهو | Gaafu Dhaalu         | VRMT                 | KDM                  | فرودگاه داخلی کاددهو           | ۰۰°۲۹′۱۷″ شمالی ۰۷۲°۵۹′۴۹″ شرقی / ۰٫۴۸۸۰۶°شمالی ۷۲٫۹۹۶۹۴°شرقی |
| Fuvahmulah           | Gnaviyani            | VRMR                 | FVM                  | Fuvahmulah Airport             | ۰۰°۱۸′۳۳″ جنوبی ۰۷۳°۲۶′۰۲″ شرقی / ۰٫۳۰۹۱۷°جنوبی ۷۳٫۴۳۳۸۹°شرقی |